# Tudor Mária francia királyné
Tudor Mária (1496. március 3. – 1533. június 25.) angol királyi hercegnő, XII. Lajos francia király, majd Charles Brandon suffolki herceg felesége. VIII. Henrik angol király húga, VI. Edward, I. Mária és I. Erzsébet apai nagynénje. VII. Henrik és York-i Erzsébet ötödik gyermeke és harmadik leánya. Két bátyja (Artúr és Henrik), két nővére (Margit és Erzsébet), egy öccse (Edmund) és egy húga (Katalin) született még.

## Élete
VII. Henrik angol királynak és feleségének, Yorki Erzsébet királynénak gyermeke, VIII. Henrik egyik húga.
Apai nagyszülei: Edmund Tudor richmond-i gróf és Beaufort-Lancaster Margit.
Anyai nagyszülei: IV. Eduárd angol király és Woodville Erzsébet.
Mindössze 6 éves volt, mikor édesanyja meghalt gyermekágyi lázban, 13 esztendősen pedig édesapját is elveszítette. Az akkor trónra lépő bátyja, VIII. Henrik politikai megfontolásból hozzákényszerítette a nála 34 évvel idősebb, kétszer megözvegyült XII. Lajoshoz. 1514. október 9-én megkötött első házassága révén Tudor Mária Franciaország királynéja lett, ám néhány hónappal az esküvő után, 1515. január 1-jén megözvegyült, így lehetővé vált számára, hogy titokban, fivére engedélye nélkül feleségül menjen szerelméhez, Charles Brandon suffolki herceghez, aki egyben VIII. Henrik gyermekkori jóbarátja is volt. Akárcsak húga, Margit, ő is először csak ahhoz mehetett volna férjhez, akit bátyja egy diplomáciai szövetség keretében kiszemelt neki. Ő volt királyi bátyjának kedvenc húga, a király az egyik gyönyörű és hatalmas hadihajóját is róla nevezte el Mary Rose-nak. Amikor unokahúga, VIII. Henrik elsőszülött leánya, Mária hercegnő (a későbbi „Véres Mária” királynő) megszületett, keresztnevét apai nagynénje, Tudor Mária után kapta, VIII. Henrik ezzel is kifejezte húga iránti szeretetét.
Még XII. Lajos felesége volt, amikor a francia udvarban megismerte az akkor tizenéves Boleyn Annát, akit megkedvelt, és társalkodónőjéül fogadott, mivel Anna édesapja, Thomas Boleyn volt megbízva azzal a felelősségteljes feladattal, hogy diplomáciai üzeneteket közvetítsen a francia király és VIII. Henrik között.
Amikor VIII. Henrik tudomást szerzett az engedélye nélkül megtartott, titkos esküvőről, olyan haragra gerjedt, hogy dühében állítólag majdnem kivégeztette gyerekkori barátját, Brandont. Mária és Charles egy időre kegyvesztetté váltak, a király kitiltotta őket az udvarból. Vidékre száműzte őket, és elvette tőlük londoni rezidenciájukat. Nem sokkal később az uralkodó mégiscsak megbocsátott nekik, annak ellenére, hogy Mária nyíltan kimutatta ellenszenvét a király új szerelme, Boleyn Anna iránt, akit régebben, Franciaországban még kedvelt is. Mária nem volt hajlandó részt venni Anna 1533. június 1-jén történt királynévá koronázásán sem.
Habár abban a korban környezete igazán szép hercegnőnek tartotta, nem tudni biztosan, hogy Suffolk vajon tényleg őszintén beleszeretett-e, vagy csupán érdekből vette nőül Máriát.
Brandontől négy gyermeke született:
- Henry Brandon (1516. március 11. – 1522)
- Frances Brandon (1517. július 16. – 1559. november 20.), férje Henry Grey, Dorset 3. márkija, egyik gyermekük Lady Jane Grey angol királynő
- Eleanor Brandon (1519 – 1547. szeptember 27.), férje Henry Clifford, Cumberland 2. grófja
- Henry Brandon, Lincoln első grófja (1523 körül – 1534 március)

Mária hercegnőt viszonylag fiatalon, 37 évesen vitte el a tüdőbaj 1533. június 25-én. Bátyja nagyon megrendült halálának hírétől. 

| Előző Bretagne-i Anna | Francia királyné 1514 – 1515 | Következő Bretagne-i Klaudia |